# Sambreixo (Monterroso)
Sambreixo (llamada oficialmente San Salvador de San Breixo) es una parroquia y una aldea española del municipio de Monterroso, en la provincia de Lugo, Galicia.

## Otras denominaciones
La parroquia también es conocida por los nombres de O Salvador de Sambreixo y San Salvador de Sambreixo.

## Organización territorial
La parroquia está formada por siete entidades de población:

### Entidades de población
Entidades de población que forman parte de la parroquia:
- A Goleta
- Ladar
- Lourentín
- O Castro
- Sambreixo (San Breixo)
- Seixós

### Despoblado
Despoblado que forma parte de la parroquia:
- Mundín

## Demografía

### Parroquia
| Gráfica de evolución demográfica de Sambreixo (parroquia) entre 2000 y 2020 |
|                                                                             |
| Datos según el nomenclátor publicado por el INE.                            |

### Aldea
| Gráfica de evolución demográfica de Sambreixo (aldea) entre 2000 y 2020 |
|                                                                         |
| Datos según el nomenclátor publicado por el INE.                        |